# Малый Кальчик
Ма́лый Ка́льчик — река на Украине, левый приток Кальчика (бассейн Азовского моря). Длина реки 38 км. Площадь водосборного бассейна 278 км². Уклон 5,1 м/км. Долина корытообразная.
Река берёт начало на юго-восточной окраине города Волноваха. Течёт прямо с севера на юг, к югу от села Анадоль, в сотне метров по правому берегу есть затопленный гранитный карьер. Протекает по территории Волновахского и Никольского районов Донецкой области. Впадает в Кальчикское водохранилище за Кременевкой, напротив Касьяновки. Построены ставки. Питается за счёт атмосферных осадков. Ледостав неустойчивый (с декабря до начала марта). Используется в сельскохозяйственных нуждах.